# Карась Євген Валерійович
Євге́н Вале́рійович Кара́сь (нар. 11 червня 1964, Київ) — колекціонер, галерист, куратор, арт-експерт, арт-менеджер, засновник та куратор «Карась Галерея», Президент Асоціації діячів сучасного мистецтва України, засновник та керівник facebook-групи Сіль-Соль.
1998 - 2002  — Голова Правління «Центру сучасного мистецтва Дж. Сороса» при НаУКМА.
2013 — Член Київської організації Національної спілки художників України. 
2014 - 2019 — Член Громадської ради при Комітеті з питань культури та духовності Верховної Ради України.
2019 — Член Громадської ради при Комітеті Верховної Ради України з питань гуманітарної та інформаційної політики [Архівовано 27 березня 2020 у Wayback Machine.].
2017 — Голова Експертної ради Міністерства культури України з питань сучасного мистецтва.
2017 - 2018  — ведучий авторської радіпрограми «С Карасём не обо всём» [Архівовано 14 листопада 2017 у Wayback Machine.] на Old fashioned radio.
2020  —  ініціатор (разом з Гельман Марат Олександрович) та засновник facebook-групи «Сіль-Соль». Сіль-Соль — сама велика спільнота (більше 90 тисяч учасників на середину 2025 року), яка цікавиться українським мистецтвом, за всю історію України. Marketplace, площадка для купівлі і продажу мистецтва без посередників, напряму у авторів.
4 липня 2024 року — нагородження Срібною медаллю Національна академія мистецтв України за активну кураторську діяльність у галузі українського візуального мистецтва, арт-експертизи та арт-менеджменту.

## Біографія

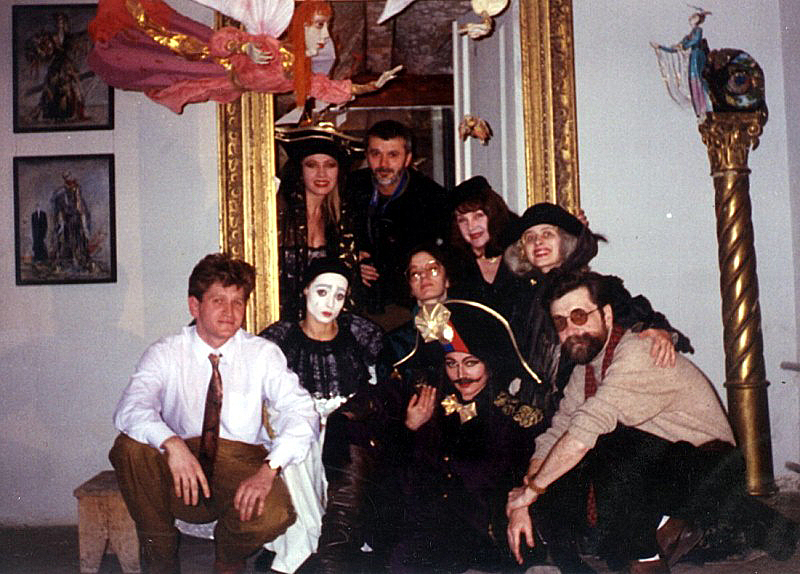
Євген Карась на відкритті першої виставки в «Карась Галереї» (на той момент «Арт-Синтез»), Київ, 1995

Євген Карась народився в родині художників — монументаліста Валерія Юрієвича Карася та керамістки Маріетти Євгеніївни Левханян. Дідусь Євгена Карася (батько Маріетти Левханян) — Євген Аршакович Левханян (20 липня 1907 року, Кизляр, Дагестанська АРСР, — 26 березня 1964, Львів), похований на Личаківському цвинтарі у Львові — український і вірменський живописець, художник кіно. У 1988 році Євген Карась закінчив Львівський державний інститут прикладного та декоративного мистецтва (Львівська національна академія мистецтв). З 1995 співзасновник (разом з батьками) та керівник Карась Галереї. З 1983 року по 1985 рік був покликаний до лав збройних сил СРСР.
Викладачі: Вілен Ісаакович Барський (1981), Вайнштейн Михайло Ісакович (1981), Шкарапута Микола Олександрович (1982), Скандаков Юрій Володимирович (1987—1988), Драган Тарас Миколайович (1983), Леонід Федорович Богінський (1990—1991).
У 1995 році разом із батьком Валерієм Карасем та мати Маріеттою Левханян заснували на базі творчої майстерні публічний арт-простір «Карась Галерея» — одну з перших галерей сучасного мистецтва в Україні, яка згодом стала однією з досить впливових арт-інституцій України.

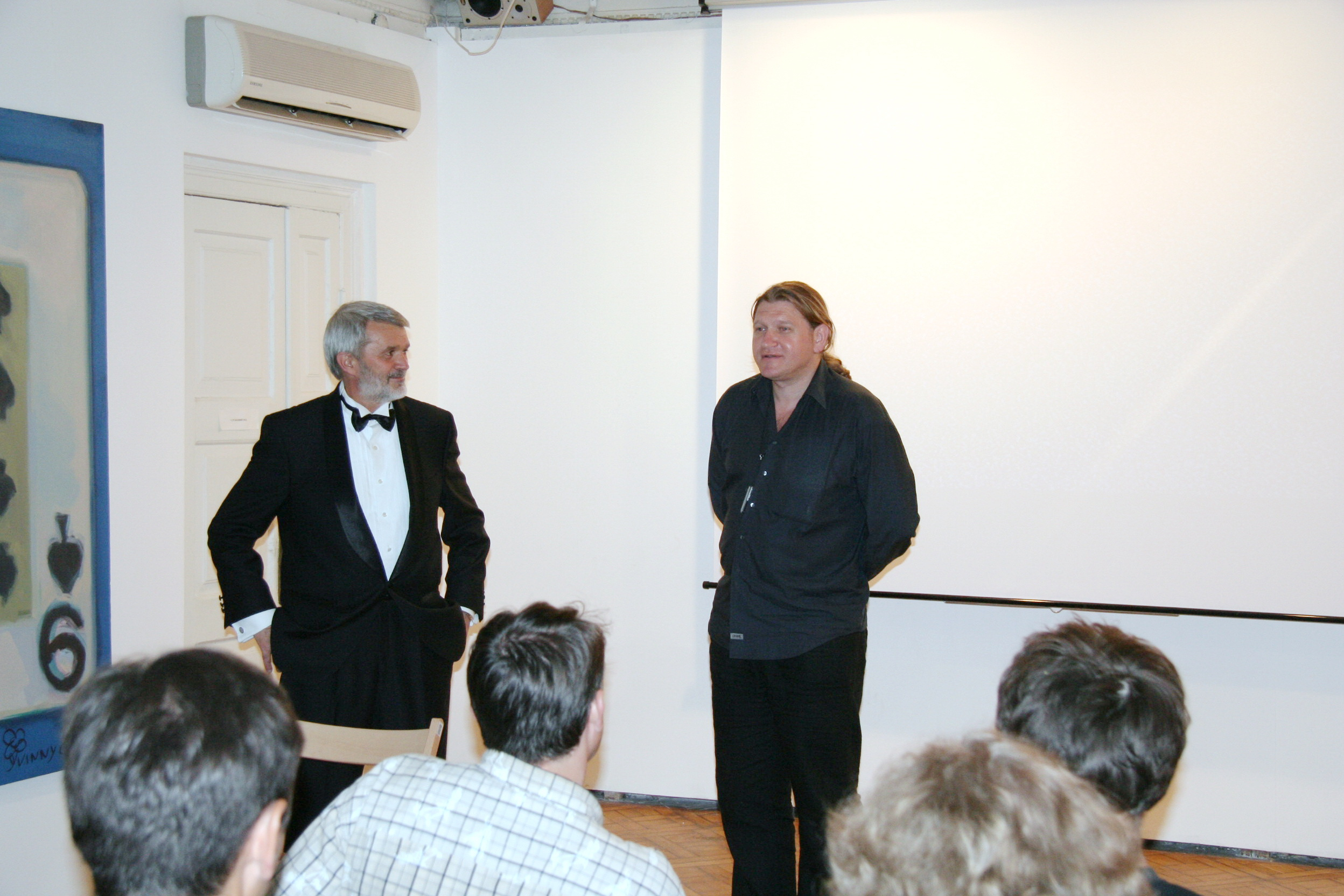
Євген Карась та Михайло Іллєнко на засіданні журі кінофестивалю «Відкрита ніч» в «Карась Галереї», Київ, 2006

З 1989 року по 2000 рік працював художником у Київському творчо-виробничому об'єднанні «Художник».
У 1998 році Євгена Карася обрано Головою Правління Центру Сучасного мистецтва Джорджа Сороса в НаУКМА, директором якої був Єжи Онух, на цій посаді Євген Карась пробув до 2002 року. В цей час в ЦСМ вперше в Україні були показані виставки творів таких художників як Енді Ворхол, Йозеф Бойс, Ілля Кабаков, Йозефа Кошута.
З 1998 по 2006 рік Євген Карась був співзасновником фестивалю українського кіно «Відкрита ніч» (Президент фестивалю — режисер Михайло Іллєнко), також брав участь як член та голова журі. В «Карась Галереї» проходили до 2006 року засідання журі, паралельно з публічним переглядом програми фестивалю.
З травня 2000 року по травень 2001 року — радник Міністра культури та мистецтв України Богдана Ступки.
У 2000 році Урядом був призначений першим комісаром української участі у Венеційській бієнналє Незалежної України.
У 2001 році став співзасновником Всеукраїнського фестивалю мистецтв «Культурний герой», а також засновником та беззмінним керівником Асоціації діячів сучасного мистецтва України.

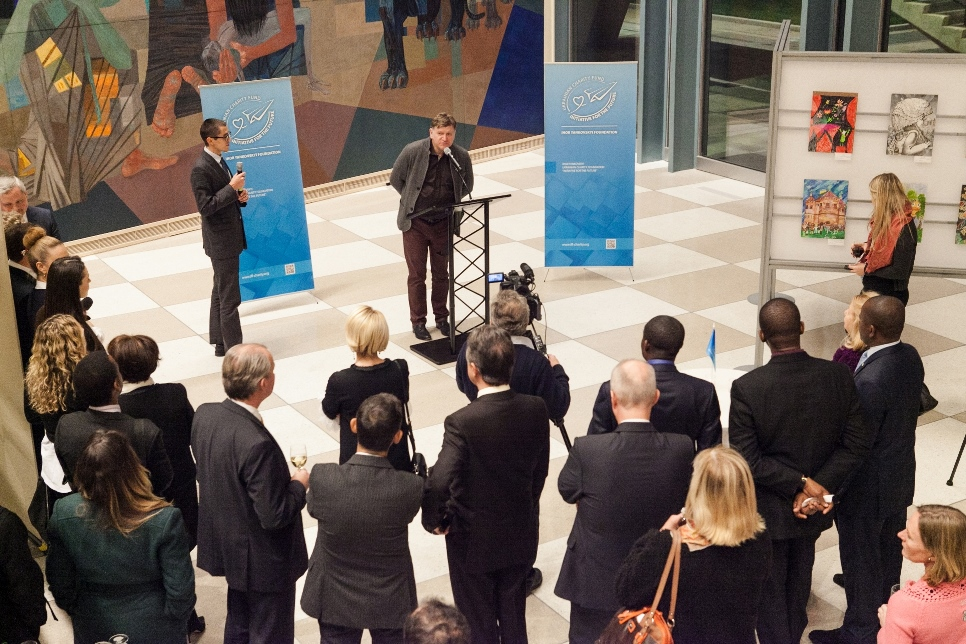
Євген Карась на відкритті виставки дитячих малюнків «Віра. Надія. Любов.» в штаб-квартирі ООН, Нью-Йорк, 2015

З 2007 року в період рейдерських атак на інституції культури по всій Україні, створив та очолив Громадський комітет порятунку культурного простору столиці України «Культура проти вандалізму», зініціював та провів із однодумцями Всеукраїнське надзвичайне зібрання «Україна — зона культурного лиха». Активіст громадського руху проти знищення історичної забудови й архітектурного обличчя столиці.
У 2009 році на День Незалежності України як куратор та дизайнер (разом із Наталею Заболотною) відкрили «Національний культурно-мистецький та музейний комплекс «Мистецький арсенал»» масштабним міжмузейним проєктом «De Profundis», в якому було показано віхи історії української пластики — трипілля, скіфські баби, українське бароко, народну, сакральну та сучасну дерев'яну скульптуру, скульптуру Олександра Архипенко (з колекції Ігоря Воронова), аудіо-відео концерт-інсталяція «Анталогія української хорової музики».
2010-2019 — член правління Благодійного фонду «Мистецький Арсенал».
2014  — обраний в бюро секції критики та мистецтвознавства Київського осередку Національна спілка художників України.
2015 — куратор та голова журі всеукраїнського дитячого конкурсу «Віра. Надія. Любов.» Благодійного фонду Ігоря Янковського
«Ініціатива заради майбутнього».
2016 — обраний головою експертної конкурсної комісії по відбору куратора українського проєкту Венеційської бієналє 2017 року.
2017 - 2019 — радіоведучий авторської культурологічної програми «З Карасем не про все» на Old Fashioned Radio.
2017  — обраний головою експертної ради Міністерства культури України з питань сучасного мистецтва.
2019 — член конкурсної комісії проєкту розвитку та підтримки молодого мистецтва від Слави Фролової «LET'S THE WALLFALL».
2019  —  голова Конкурсу дитячої художньої творчості «Пам'ять майбутнього».
2019  — куратор, разом з співкураторкою Дариною Момот, українського національного проєкту «Межі реальності» (2000 м2), виборов право України бути фокус-країною на щорічній міжнародній художній виставці NordArt 2021  [Архівовано 12 серпня 2021 у Wayback Machine.], Бюдельсдорф, Німеччина.

## «Карась Галерея»

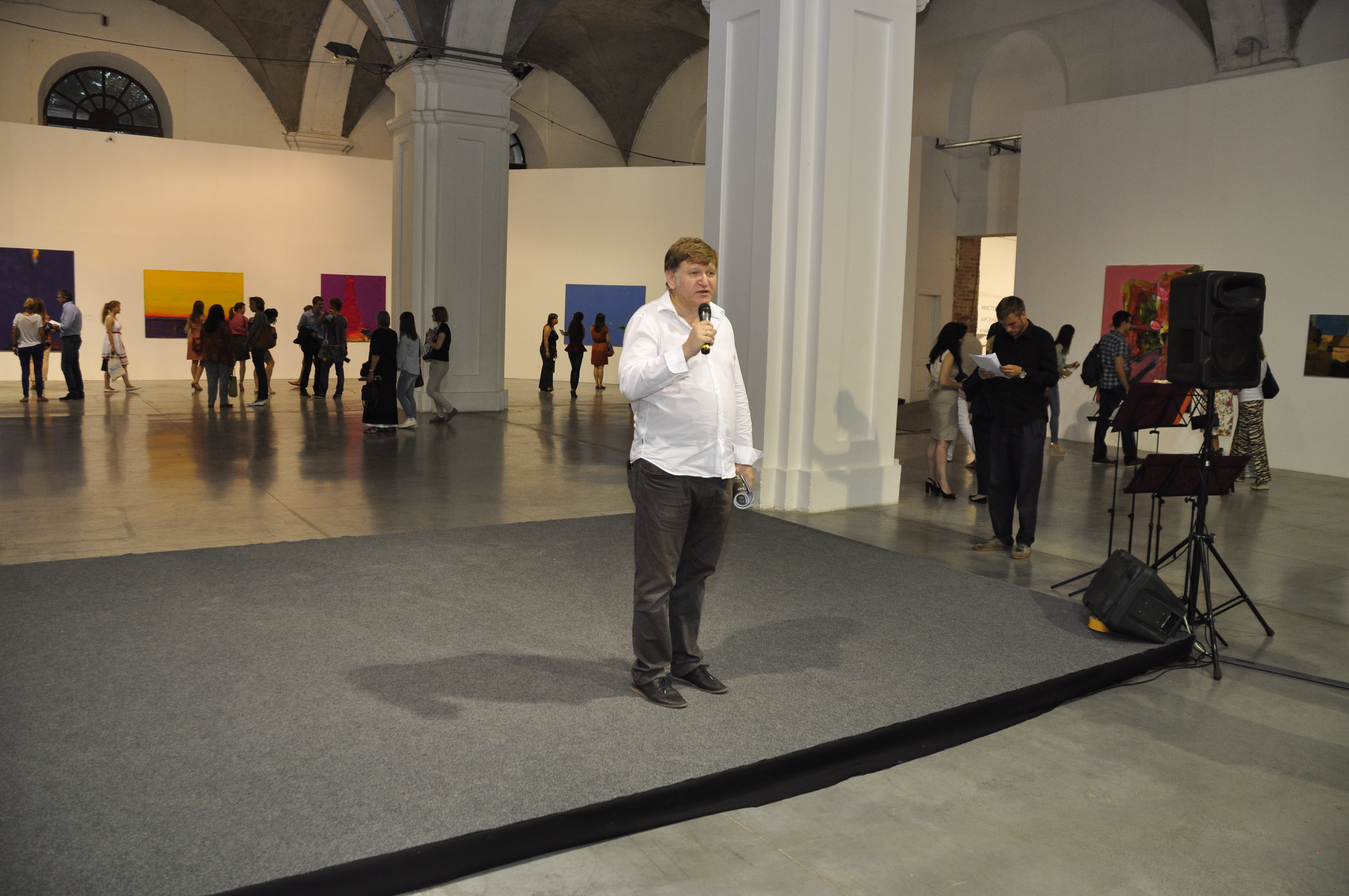
Євген Карась на відкритті проєкту «Український пейзаж», Мистецький Арсенал, Київ, 2014

У 1995 році Євген Карась, разом із своїми батьками, членами НСХУ, художником-монументалістом Валерієм Карасем та художником-керамістом Маріетою Левханян, в Києві в приміщенні їх творчої майстерні на Андріївському узвозі 22-а, відкрив виставочний простір «Арт-Сінтез», яке у 1996 році переіменували у «Ательє Карась», а у 2008 році отримав назву «Карась Галерея».
Галерея відіграла досить суттєву роль у формуванні художнього середовища в Україні. З самого початку свого існування галерея починає політику по збиранню під своєю егідою представників різноманітних авангардних художніх течій та арт-угрупувань.
У 1997, протягом одного року відбулися персональні виставки лідерів тогочасного художнього процесу Олега Голосія (перша персональна виставка в Україні, посмертно), Олександра Животкова, Олександра Ройтбурдта, Павла Макова, Олега Тістола, Василя Бажая, Олександра Гнилицького, Олександра Бабака, Тіберія Сільваши, Ігоря Подольчака, Матвія Вайсберга та інших художників, які раніше не виставлялися в одному художньому просторі через різні творчі ідеологічні погляди.
У 1998 році в виставковий план «Ретроспектива» увійшла 51 виставка (по три персональні проєкти художників у трьох залах галереї одночасно, що змінюються кожні 2 тижні), що були об'єднані єдиною формальною чи ідейною позицією. Ці виставки продемонстрували весь спектр художніх ідей тогочасної України.
У 2000 році галерея реалізовує фундаментальний художній проєкт «ХХ художників України (кінець століття)» та видає масштабний художній каталог.
У 2001 році галерея проводить виставкову програму-дослідження «Діалог з цитатою». Цикл тематичних виставок, що поєднує представників сучасного українського мистецтва (митців та теоретиків) в рамках проблематики, що лежить в основі ідеології художніх процесів: «Ідентифікация» (увертюра) (Гюстав Флобер), «Реальність „між“» (Олексій Савін, друга танка), «Світ як текст, в якому все вже сказано» (Ролан Барт, Акілле Боніто Оліва), "Пояснення «іншому» (Умберто Еко, Ілля Іллін), «Сучасність мистецтва» (Акілле Боніто Оліва), «Проникненні в потаємне» (Петро Успенський), «Повернення автора» (С. Бек).
Історія галереї тісно перетинається з історією становлення українського мистецтва та політики. Галерея стала майданчиком для організації та проведення таких проєктів як «Український пейзаж», «Вид на Крим», «Ребята, давайте жить дружно!», «Акти громадянського стану», «Перед стратою», «Queer Time», «Фігури на білому», «Залежні», «Еволюція поцілунку», «Великий брат», «Психодарвінізм: еволюція психів».

## Громадська діяльність
З 2010 року Євген Карась активно бере участь у полеміці щодо припустимості цензури в Україні реалізувавши арт проєкти «Вчимо поганому», «УПОРНО», також став партнером конкурсу «Стоп цензурі» та одним з членів журі цього конкурсу у 2009 році. Також активно підтримує киян у боротьбі із незаконною забудовою в історичному центрі Києва. Особливо варто відмітити створення Громадського комітету порятунку культурного простору столиці України «Культура проти вандалізму» та активну участь у проведенні Всеукраїнського надзвичайного зібрання «Україна — зона культурного лиха».
У 2015 році брав активну участь у долі Кінотеатру «Жовтень».
У 2017 році брав активну участь у обговоренні естетичної цінності нової будівлі Театру на Подолі. В тому ж році став членом експертної ради Міністерства Культури України з питань захисту суспільної моралі, розпочав власну культурологічну програму [Архівовано 14 листопада 2017 у Wayback Machine.] на Old Fashioned Radio.

## Кураторська діяльність
За 25 років кураторської діяльності Євген Карась реалізував близько 400 мистецьких проєктів, як у приміщенні Карась Галереї, так і в інших мистецьких просторах. Тільки в рамках Карась Галереї, як культурної інституції, в період з 1995 по 2017 рік проведено 344 художніх проєкти. У 2016 році Євген Карась став головою конкурсної комісії по вибору куратора української частини Венеційського Бієналлє. У 2019 році, як куратор, спільно з кураторкою Дариною Момот, виборов для України почесний статус головної фокус-країни на щорічному міжнародному фестивалі сучасного мистецтва NordArt 2020 (Бюдельсдорф, Німеччина), проєктом «Кордони реальності». Із-за карантину виставку 2020 року перенесено на 2021 рік з усіма зобов'заннями і форматом.

## Щорічний художній проєкт «А4, кулькова ручка»

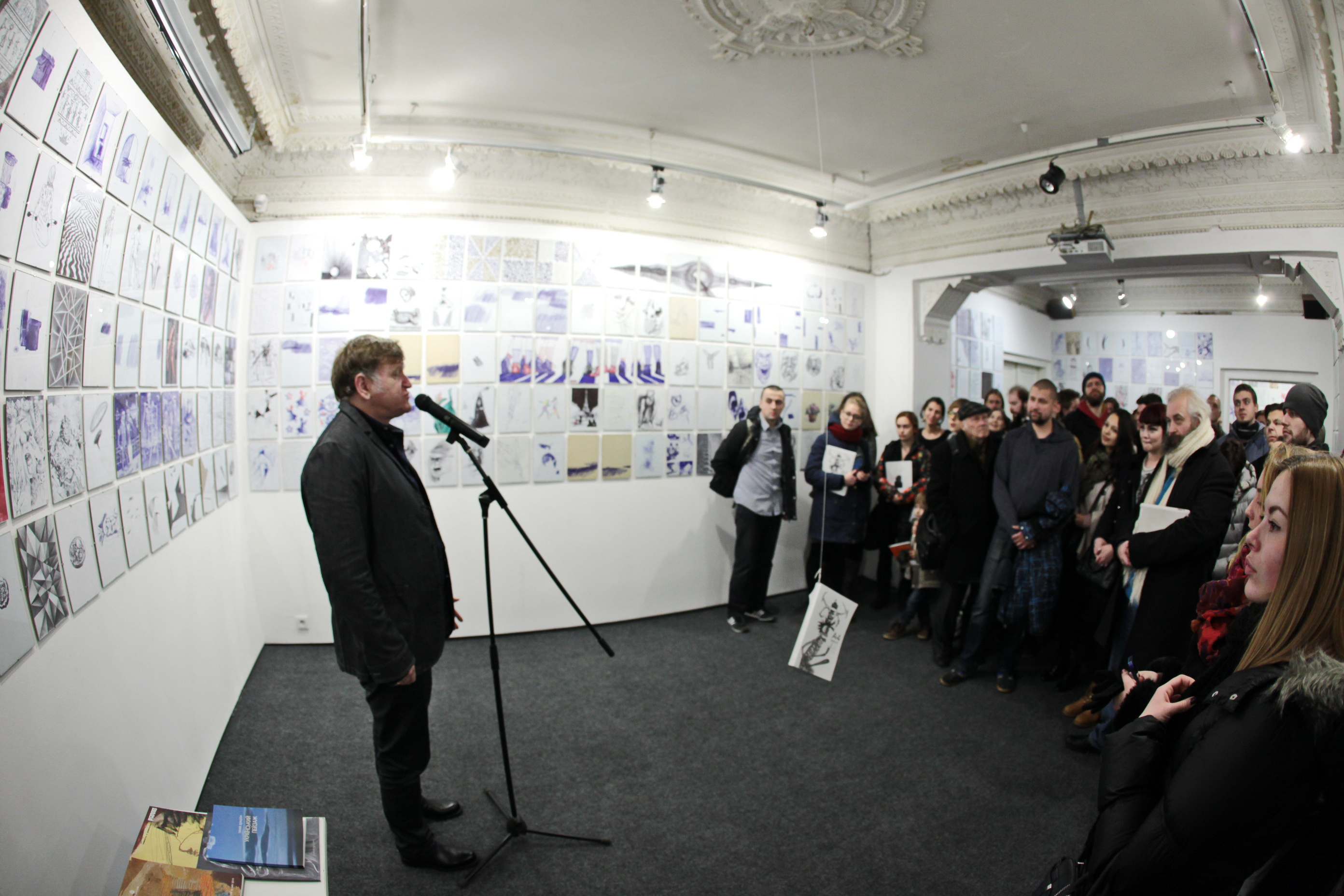
Євген Карась на відкритті 10-ї ювілейної виставки проєкту «А4, Кулькова ручка» в «Карась Галереї», Київ, 2015

Євген Карась у 2006-му році заснував та проводить до сих пір щорічний художній проєкт «А4, Кулькова ручка», результатом чого стало зібрання однієї з найбільших колекцій малюнків кульковою ручкою, яка налічує близько 6 тисяч творів формату А4, що створили близько 1000 авторів, і може вважатися найбільшою колекцією робіт кульковою ручкою у Світі. Кожна виставка супроводжується випуском каталогу.
У 2016 році бренд «A4, Ballpoint» та «А4, Кулькова ручка» Євген Карась зареєстрував як ексклюзивну міжнародну торгову марку International Registration 1290428,  WIPO reference  943501401,  966353201

## Проєкт «Український пейзаж»
У 2014 році з метою узагальнити актуальну українську пейзажистику, в одному проєкті Євген Карась створює проєкт «Український пейзаж», в який, разом з мистецтвознавцем Олександром Соловйовим було відібрано близько 500 робіт понад 100 українських сучасних художників. Експонування проєкту відбувалося в Мистецькому Арсеналі разом з декількома виставками під об'єднавчою назвою «Український ландшафт. По ту сторону відчаю» з 21 серпня по 7 вересня 2014 року. Загальна площа виставкових приміщень, що була зайнята проєктом «Український пейзаж» сягала 8000 квадратних метрів. В проєкті були представлені практично всі стилі та напрямки від реалізму до абстракціонізму і всі техніки, починаючи від грифельного малюнку і закінчуючи інсталяцією та діджитал-артом, від 6-метрових полотен живопису до рисунків на офісному папері кульковою ручкою.

## Проєкт «Київський пейзаж»

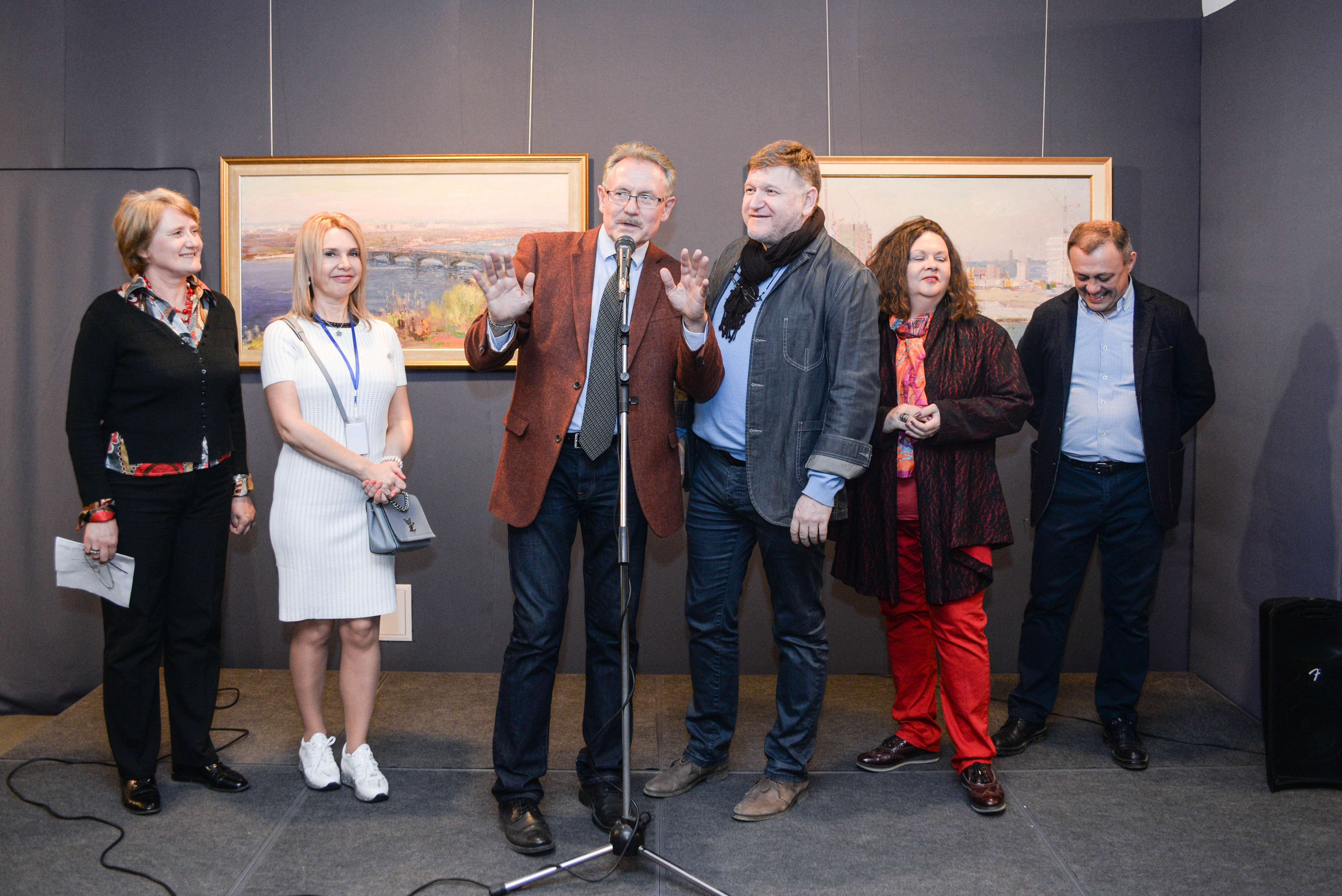
Київський Пейзаж Відкриття в Музеї Історії Києва.

У 2016 році Євген Карась створює колективний художній проєкт «Київський пейзаж» [Архівовано 14 листопада 2017 у Wayback Machine.], який є логічним продовженням проєкту «Український пейзаж». Метою проєкту стало зібрати найбільшу виставку київського пейзажу за всю історію України з метою — показати всю красу Києва, відчути його унікальність, простежити як місто трансформується через історичну оптику митців різних поколінь.
Перша виставка відбулася влітку 2016 року в приміщенні Карась Галереї і представляла роботи тільки сучасних художників. У травні 2017 року проєкт було перезапущено та відкрито в приміщенні Музею Історії Києва, експозиція налічувала понад 150 робіт, перший поверх музею було віддано під експозицію сучасних митців, 3 поверх представив експозицію з музейних фондів.